# Kawałek nieba
Kawałek nieba – piąty singel polskiego rapera Kaz Bałagane z jego dziesiątego albumu studyjnego, zatytułowanego A nie mówiłem?, powstały przy gościnnym udziale polskiego rapera Kukona. Singel został wydany 19 września 2024.
Nagranie otrzymało w Polsce status złotego singla, przekraczając liczbę 25 tysięcy sprzedanych kopii.

## Geneza utworu i historia wydania
Utwór napisali i skomponowali Jacek Świtalski, Jakub Konopka, Patryk Leśniewski i Maciej Zacheja, którzy również odpowiadają za produkcję utworu.
Singel ukazał się w formacie digital download 19 września 2024 w Polsce za pośrednictwem wytwórni płytowej Narkopop w dystrybucji e-Muzyka. Piosenka została umieszczona na dziesiątym albumie studyjnym Kaz Bałagane – A nie mówiłem?.

## Teledysk
Do utworu powstał teledysk w reżyserii Emila Jaar i Pata Kustomsa, który udostępniono w dniu premiery singla za pośrednictwem serwisu YouTube.

## Lista utworów
- Digital download[2]

1. „Kawałek nieba” – 2:49

## Notowania

### Pozycja na liście sprzedaży
| Kraj   | Lista (2024)             | Najwyższa pozycja |
| ------ | ------------------------ | ----------------- |
| Polska | OLiS – single w streamie | 27                |

## Certyfikaty
| Kraj          | Certyfikat  | Sprzedaż |
| ------------- | ----------- | -------- |
| Polska (ZPAV) | złota płyta | 25 000+  |